# Burrington (Herefordshire)
Pour les articles homonymes, voir Burrington.
Burrington est une paroisse civile et un village du Herefordshire, en Angleterre.